# Shigeru Umebayashi
Shigeru Umebayashi (梅林茂?, Umebayashi Shigeru; Kitakyūshū, 19 febbraio 1951) è un compositore giapponese.

## Biografia
Dopo essere stato leader di un gruppo musicale new wave giapponese, gli EX, Shigeru Umebayashi iniziò a comporre musiche e colonne sonore per film nel 1985, quando il gruppo si sciolse. Umebayashi ha al suo attivo più di quaranta film giapponesi e cinesi ed è conosciuto in Occidente soprattutto per le sue musiche nei film dei registi cinesi Wong Kar-wai e Zhāng Yìmóu. Una delle musiche da lui composte, quella per il film Yin-Yang Master, è stata scelta dal pattinatore Yuzuru Hanyū per il programma che gli è valso il suo secondo oro olimpico.
Nel 2023 alla Festa del Cinema di Roma gli è stato assegnato il premio alla carriera in quanto "autore di alcune fra le più iconiche colonne sonore della storia del cinema mondiale. La sua opera, che si situa alla confluenza fra musica orientale e occidentale, è unica, vibrante e intensa."

## Colonne sonore

### Cinema
- In the Mood for Love (Fa yeung nin wa), regia di Wong Kar-wai (2000)
- Yin-Yang Master (Onmyōji), regia di Yōjirō Takita (2001)
- La foresta dei pugnali volanti (Shí miàn mái fú), regia di Zhang Yimou (2004)
- 2046, regia di Wong Kar-wai (2004)
- Mare nero, regia di Roberta Torre (2005)
- Fearless (Huo Yuanjia), regia di Ronny Yu (2006)
- La città proibita (Man cheng jin dai huang jin jia), regia di Zhang Yimou (2006)
- Hannibal Lecter - Le origini del male (Hannibal Rising), regia di Peter Webber (2007)
- Un bacio romantico - My Blueberry Nights (My Blueberry Nights), regia di Wong Kar-wai (2007)
- Senza apparente motivo (Incendiary), regia di Sharon Maguire (2008)
- A Single Man, regia di Tom Ford (2009)
- The Grandmaster (Yut doi jung si), regia di Wong Kar-wai (2013)
- Come il vento, regia di Marco Simon Puccioni (2013)
- Crouching Tiger, Hidden Dragon: Sword of Destiny, regia di Yuen Wo Ping (2016)

### Videogiochi
- Ghost of Tsushima, diretto da Nate Fox (2020)